# Joan Baptista Bruguera i Morreras
Joan Baptista Bruguera i Morreras (Figueres, segle xviii) fou un compositor, mestre de capella català i teòric català.
Es formà a l'Escolania de Montserrat i exercí com a mestre de capella a diversos llocs destacats: a Figueres (Girona, 1765), al monestir de La Encarnación de Madrid, on succeí Pedro Rodrigo el 1750[2], i a la basílica de Santa Maria del Pi de Barcelona (1750). A més, va participar en el procés de selecció per al càrrec de mestre de capella de la catedral de Toledo (Castella-la Manxa, 1763), on va obtenir el segon lloc en les oposicions.
L'any 1765, va participar en el concurs del Catch Club de Londres amb un cànon a tres veus titulat Beatus Vir. Aquesta composició va ser guardonada amb un premi de 1.000 guinees i una medalla d'or, reconeixent-la com el millor cànon pel seu domini científic, enginy, harmonia i melodia.
La condecoració li va ser lliurada pel capità general, marquès de la Mina, en nom de la Cort d'Anglaterra. Aquesta composició es va publicar a la col·lecció Four Collection of Catches, Canons and Glees... inscribed to the noblemen and gentlemen of the Catch-Club at Almacks i, actualment, se'n conserva una còpia a la Biblioteca Imperial de Viena. Altres obres seves es poden consultar a la Biblioteca de Catalunya.
Va participar en la polèmica generada per l'obra del pare Antoni Soler, Llave de la Modulación, amb la seva Carta Apologética..., datada a Figueres el 2 de gener de 1766, on es posicionà en contra del compositor català. Aquesta carta es va publicar a Madrid, i hi ha teories que suggereixen que podria haver estat escrita pel seu germà, Pere Bruguera Moreres.
Fins i tot, segons León Tello, és possible que Joan Baptista Brugera fos l’autor mateix de l’obra Labyrinto de labyrintos. En aquest escrit, Brugera defensa l’ús de la creu aspada i el doble bemoll per indicar les alteracions dobles, una proposta que el pare Soler considera superflu. Aquesta discrepància porta Brugera a replicar al pare Soler amb la seva Carta apologètica.